# Phonotaenia centralis
Phonotaenia centralis är en skalbaggsart som beskrevs av Franz Antoine 2005. Phonotaenia centralis ingår i släktet Phonotaenia och familjen Cetoniidae. Inga underarter finns listade i Catalogue of Life.